# Lycaena rubrohastata
Lycaena rubrohastata är en fjärilsart som beskrevs av Hermann Stauder 1923. Lycaena rubrohastata ingår i släktet Lycaena och familjen juvelvingar. Inga underarter finns listade i Catalogue of Life.